# Wilkes-Barre/Scranton Penguins
Wilkes-Barre/Scranton Penguins är ett ishockeylag som spelar i AHL. Laget är farmarlag till NHL-laget Pittsburgh Penguins. Laget nådde Calders cup-final som förlorades mot Atlantas farmarlag Chicago Wolves.[när?]